# Linda Ström (friidrottare)
Linda Ström, född 6 oktober 1977, är en svensk friidrottare (terränglöpning och hinderlöpning). Hon tävlade för Hässelby SK.

## Personliga rekord
| Utomhus - 1 500 meter – 4:31,95 (Euraåminne, Finland 18 juli 1998) - 5 000 meter – 16:53,90 (Norrtälje 3 juli 2006) - 10 000 meter – 35:25,35 (Stockholm 24 juli 1998) - 3 000 meter hinder – 10:32,13 (Åbo, Finland 2 juli 2006) - 3 000 meter hinder – 10:32,98 (Sollentuna 15 juli 2006) - 10 km landsväg – 35:44 (Stockholm 26 augusti 2001) - Halvmaraton – 1:20:07 (Karlstad 13 september 2003) - Maraton – 2:49:07 (Stockholm 14 juni 2003) | Inomhus - 1 500 meter – 4:45,57 (Eskilstuna 10 februari 2007) - 3 000 meter – 9:38,78 (Eskilstuna 14 februari 1998) |